# レオニード・ハーヴィッツ
レオニード・ハーヴィッツ（Leonid Hurwicz、1917年8月21日 - 2008年6月24日）は、アメリカの経済学者・数学者。特にインセンティブ整合性 (Incentive compatibility) とメカニズムデザイン（machanism design）についての研究を行った。
メカニズムデザインの理論の基礎を確立した業績により、ロジャー・マイヤーソン、エリック・マスキンとともに2007年のノーベル経済学賞を受賞した。
弟子には、青木昌彦、西條辰義、ダニエル・マクファデン（2000年ノーベル経済学賞受賞）がいる。

## 経歴
- 1917年　10月革命の直前、モスクワのユダヤ人の家に生まれる。ロシア語名はレオニート・グールヴィチ（Леони́д Гу́рвич）。
- 1919年　生まれてすぐ家族とともにポーランドのワルシャワに移った。
- ワルシャワ大学で法学を学ぶ（父親はパリのソルボンヌ大学の学位をもつ弁護士であった。しかし、2年目から経済学に興味をもち、経済学の講義も受けるようになる）。
- 1938年　ワルシャワ大学で法学の学位を得る。
- 1938年　ロンドン・スクール・オブ・エコノミクス（LSE）に留学する（ハイエクやニコラス・カルドアに学ぶ。なお経済学の学位はとっていない）。
- 1939年　ビザの延長が拒否され、難民としてフランス、スイスのベルンのあと、ジュネーブでパートタイム学生として数カ月間過ごす。
- 1940年　中立であるスイスとスペインの飛行機でバルセロナへ行き、マドリード、ポルトガルのリスボンを経て、（ポルトガルの）エストリルで2か月過ごす。その後、ギリシャの船でニュージャージー州へ着き、シカゴのいとこのところで暮らす。
- 1941年　マサチューセッツ工科大学のサムエルソンのもとで働き始める。
- 1942年～1944年　シカゴ大学の経済学部の統計学教員と気象学研究所所員となる。
- 1942年～1946年　コウルズ委員会の研究アソシエイトとなる。
- 1944年　エヴリン・イェンセンと結婚する。
- 1946年　アイオワ州立大学の准教授を務める。
- その後、イリノイ大学の経済学および数理統計学教授に就任する。
- 1951年　ウォルター・ヘラーに誘われ、ミネソタ大学のthe School of Business Administrationの教授となる。
- 1961年　ミネソタ大学のthe School of Statisticsの議長となる。
- 1969年　ミネソタ大学の教授（Regents Professor of Economics）となる。
- 1980年代　東京大学の客員教授となる。この頃、各国の大学の客員教授を務める。
- 1988年　ミネソタ大学のフルタイムの教育を引退する。
- 1989年　ミネソタ大学の教授（Curtis L. Carlson Professor of Economics）となる。
- 2006年　ミネソタ大学名誉教授として大学院を教える。
- 2007年　最高齢のノーベル経済学賞に選ばれたが、高齢のため式には参加できずミネアポリスで受け取ることになった。

## 業績

### 研究
- ハーヴィッツの興味は、数理経済学、モデリング、および企業の理論であった。これらの分野の彼の論文は1944年に遡る。
- 1950年代にはケネス・アローや宇沢弘文とともに非線形計画法や数理経済学についての研究を行った。
- 1970年代には当時の世相であった社会主義と資本主義の対立関係を受け、情報の伝達やメカニズムの研究を世界に先駆けて行った。誘因整合性 (incentive compatibility) という概念は彼が最初に唱えたものである。

### ハーヴィッツの基準
- 1950年代に提案された意思決定に関する基準であり、結果に関してウェイト付けをして悲観論者と楽観論者の境目となるものである。なおレナード・サヴェッジ（英語版）、ピエール＝シモン・ラプラス、エイブラハム・ウォールドも似たような概念を提唱している。

## 著書

### 共著
- Studies in Linear and Non-linear Programming, with Kenneth J. Arrow, Hirofumi Uzawa, Hollis B. Chenery, Selmer M. Johnson and Samuel Karlin, (Stanford University Press, 1958).
- Designing Economic Mechanisms, with Stanley Reiter, (Cambridge University Press, 2006).

### 共編著
- Patents, Invention, and Economic Change: Data and Selected Essays, co-edited with Zvi Griliches, (Harvard University Press, 1972).
- Studies in Resource Allocation Processes, co-edited with Kenneth J. Arrow, (Cambridge University Press, 1977).
- Social Goals and Social Organization: Essays in Memory of Elisha Pazner, co-edited with David Schmeidler and Hugo Sonnenschein, (Cambridge University Press, 1985).

### 論文
- Hurwicz, Leonid (1995). "What is the Coase Theorem?," Japan and the World Economy, 7(1), pp. 49-74. doi:10.1016/0922-1425(94)00038-U
- _____ (1973). The design of mechanisms for resource allocation, American Economic Review, 63, pp. 1-30. JSTOR
- _____ (1969). "On the Concept and Possibility of Informational Decentralization," Amer. Econ. Rev., 59(2), pp. 513-524. JSTOR
- _____ (1945). "The Theory of Economic Behavior" Amer. Econ. Rev., 35(5), pp. 909-925. JSTOR